# Anselburg
Die Anselburg, auch Anselsburg oder Spitzhübel genannt, ist eine abgegangene Höhenburg bei 366,8 m ü. NN auf dem „Spitzen Hübel“ auf der Gemarkung der Gemeinde Neuhemsbach im Landkreis Kaiserslautern in Rheinland-Pfalz.  

## Geschichte
Die Entstehungs- und Besitzgeschichte der Burg ist weitgehend unbekannt. Möglicherweise bezieht sich die Erwähnung der Brüder Rudolf und Frank von Ansenburc im Bolander Lehensbuch vom Ende des 12. Jahrhunderts auf sie. Eindeutig urkundlich fassbar wird sie erst, als sie am 14. Februar 1419 von Johann IV. Dankart (Dankwart) von Wendecken, Abt des Klosters Hornbach, dem Hartmann Bayer von Geparten aus Boppard auf Lebenszeit um 7 fl. jährlich verliehen wurde, gemeinsam mit dem von der Kämmerei herrührenden Gut zu Himsbach (heute: Neuhemsbach). In weiteren Urkunden aus den Jahren 1549, 1560, 1571 und 1604 wird die Burg in Grenzbeschreibungen erwähnt. Da sie dort lediglich als topografischer Punkt genannt wird, ist davon auszugehen, dass die Burg zu diesen Zeitpunkten bereits zerstört oder aufgelassen war.
In den 1950er und 1960er Jahren nutzten die Streitkräfte der Vereinigten Staaten das Gipfelplateau als Standort eines Funkturms.

## Beschreibung
Von der ehemaligen Burganlage, bei der es sich vermutlich um eine kleine Turmhügelburg (Motte) handelte, sind nur noch unklare Reste vorhanden, da die Topografie mehrfach durch andere Nutzungen verändert wurde, insbesondere durch die Forstbehörden um 1820 und durch die militärische Nutzung im 20. Jahrhundert. Zusätzlich wurden mögliche Fundzusammenhänge bereits in der zweiten Hälfte des 19. Jahrhunderts durch Raubgrabungen gestört.
Die Burgstelle stellt sich heute als kreisrunder Hügel mit etwa 350 m Umfang an der Basis dar, der von Gestrüpp und Schutt bedeckt wird. Im Ostteil lassen kleinere Mauerreste und überdeckte verstürzte Mauern eine ehemalige Bebauung erahnen. Am steilen Hang des Hügels befinden sich mindestens zwei Terrassen.

## Funde
Die Raubgräber des 19. Jahrhunderts fanden in der Burgstelle nicht den erhofften Schatz, sondern lediglich behauene Steine, Tonscherben, Knochen und drei Bronzeringe. 1899 wurde bei der Anlage eines Forstwegs auf der Ostseite des Hügels eine Mauer angeschnitten, deren Quader für den Straßenbau genutzt wurden. Bei Begehungen und Sondierungen in den Jahren nach 1950, 1963, 1990 und 2007 wurden behauene Steine, Mörtelstücke, helle Scherben und Knochen gefunden. 